# Steely Dan
Steely Dan — американская рок-группа, исполняющая сложный, нестандартный джаз-фьюжн с элементами софт-рока, фанка, ритм-энд-блюза.
Составлявшие основу коллектива Уолтер Беккер и Дональд Фейген предпочитали студийную работу и редко выступали с концертами; в своих умных и необычных текстах они нередко касались «тёмных» сторон жизни (наркотики, криминал и т. д.).
Steely Dan имели стабильный успех в 1970-х годах (первого успеха добившись в 1972 — с хитами «Do It Again» и «Reeling in the Years»), но впоследствии получили от журнала Rolling Stone определение «идеальные антигерои в музыке 70-х».
Группа распалась в 1981 году, но реформировалась двенадцать лет спустя и возобновила концертную и студийную деятельность.
В XXI веке Steely Dan выпустила два альбома нового материала, за первый из которых — Two Against Nature — получила четыре премии «Грэмми», в том числе за композицию «Cousin Dupree».

## Дискография

### Студийные альбомы
- Can’t Buy a Thrill (1972)
- Countdown to Ecstasy (1973)
- Pretzel Logic (1974)
- Katy Lied (1975)
- The Royal Scam (1976)
- Aja (1977)
- Gaucho (1980)
- Two Against Nature (2000)
- Everything Must Go (2003)

### Концертные альбомы
- Alive in America (1995)
- Two against nature (DVD, 2003)

### Саундтреки
- You gotta walk it like you talk it (1971)
- Becker/Fagen: The Early Years Plush TV Jazz-Rock Party (PBS Show «In the Spotlight», 1984)

### Сборники
- Greatest Hits (1978)
- Gold (1985)
- Citizen Steely Dan (1993, Box Set)
- Show Biz Kids: The Steely Dan Story (1972—1980 (Compilation)
- The Best of Steely Dan: Then and Now (1993)
- Collected (2009) 3CD

#### Donald Fagen (сольные альбомы)
- The Nightfly (1982)
- The New York Rock And Soul Revue — Live At The Beacon (1991)
- Kamakiriad (1993)
- Morph the Cat (2006)
- Sunken Condos (2012)

#### Walter Becker (сольные альбомы)
- 11 Tracks of Whack (1994)
- Circus Money (2008)

## Участники

### Текущий участник
- Дональд Фейген — клавишные, вокал (1972—1981, 1993 — настоящее время)

### Бывшие участники
- Уолтер Беккер — бас-гитара, соло-гитара, бэк-вокал (1972—1981, 1993—2017; его смерть[3])
- Джефф Бакстер — соло-гитара, бэк-вокал (1972—1974)
- Денни Диас — ритм-гитара, ситар (1972—1974, участие в студии до 1977 года)
- Джим Ходдер — ударные, бэк-вокал (1972—1974; умер в 1990)
- Дэвид Палмер — вокал (1972—1973)
- Ройс Джонс — вокал, перкуссия (1973—1974)
- Майкл Макдональд — клавишные, бэк-вокал (1974, студийный вклад до 1980)
- Джефф Поркаро — ударные (1974, студийный вклад до 1980; умер в 1992)